# ザ・ブラック・パレード
『ザ・ブラック・パレード』 (The Black Parade) は、アメリカ合衆国のロックバンド、マイ・ケミカル・ロマンスの3rdアルバムであり、前2作同様にコンセプト・アルバムである。内容は、若くして癌を患った「The Patient(=病人、患者)」が一番強力な記憶(=「The Black Parade」) を通して死を迎え、あの世でブラックパレードに参加しそこで自分の恐怖心や後悔と出会う。こうして旅の果てに主人公はもう一度生きたいと決心するという内容。
本作のプロデューサーには、グリーン・デイのほとんどのアルバムを手掛けているロブ・カヴァロを迎えている。
彼らが本作の三大インスピレーションとして名前を挙げているのが、ビートルズの『サージェント・ペパーズ・ロンリー・ハーツ・クラブ・バンド』、ピンク・フロイドの『ザ・ウォール』、クイーンの『オペラ座の夜』である。

## ブラック・パレード　ワールドツアー
マイ・ケミカル・ロマンスは、2007年2月22日に、ニューハンプシャー州、マンチェスターのVerizon Wireless Arenaでワールドツアーを開始した。初期のオープニング・アクトはライズ・アゲンスト、ヨーロッパでのライブはサーズデイ、そして、ミューズがその後努めた。バンドのベーシストのマイキー・ウェイは、アリシア・シモンズとの結婚を理由にツアー中に一時期抜けていたが、代役でツアーを続け、2007年5月22日にオレゴン州、ポートランドのメモリアルコロシアムで終了した。

## 収録曲
1. ジ・エンド - The End
2. デッド! - Dead!
3. ディス・イズ・ハウ・アイ・ディスアピア - This Is How I Disappear
4. ザ・シャーペスト・ライヴズ - The Sharpest Lives
5. ウェルカム・トゥ・ザ・ブラック・パレード - Welcome To The Black Parade
6. アイ・ドント・ラヴ・ユー - I Don't Love You
7. ハウス・オブ・ウルヴズ - House of Wolves
8. キャンサー - Cancer
9. ママ - Mama
10. スリープ - Sleep
11. ティーンエイジャーズ - Teenagers
12. ディスエンチャンテッド - Disenchanted
13. フェイマス・ラスト・ワーズ - Famous Last Words
14. ヘヴン・ヘルプ・アス - Heaven Help Us

- 14曲目の『ヘヴン・ヘルプ・アス』は日本盤ボーナス・トラックだが、13曲目と14曲目の間に隠しトラック『Blood』が収録されている。

## シングル
日本盤は未発売。
- ウェルカム・トゥ・ザ・ブラック・パレード - Welcome To The Black Parade
- フェイマス・ラスト・ワーズ - Famous Last Words
- アイ・ドント・ラヴ・ユー - I Don't Love You
- ティーンエイジャーズ - Teenagers

## パーソナル
- ジェラルド・ウェイ - ボーカル
- マイキー・ウェイ - ベース
- フランク・アイイアロ - ギター
- レイ・トロ - ギター
- ボブ・ブライヤー - ドラム